# Theatergesellschaft Stans

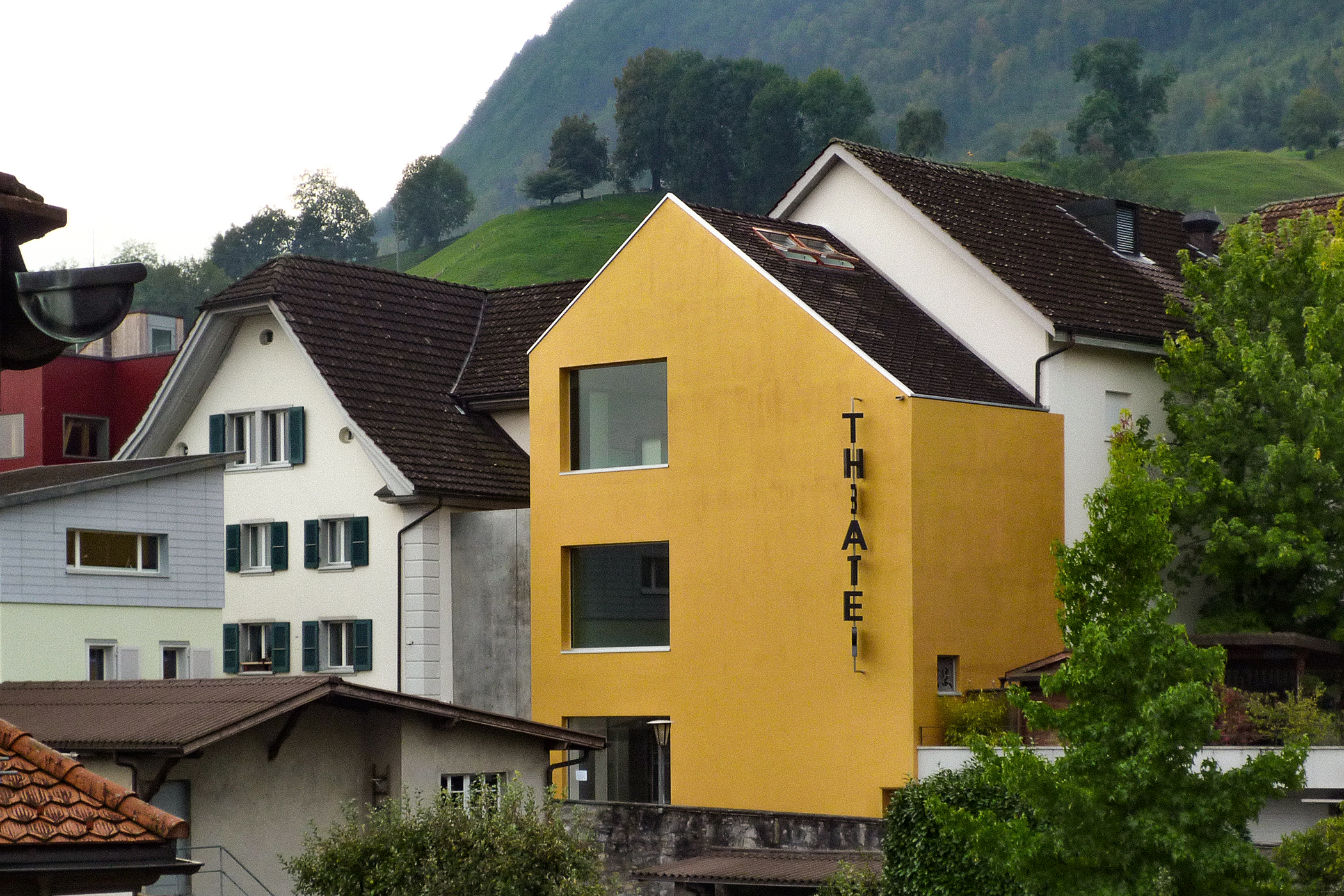
Theater an der Mürg, Stans

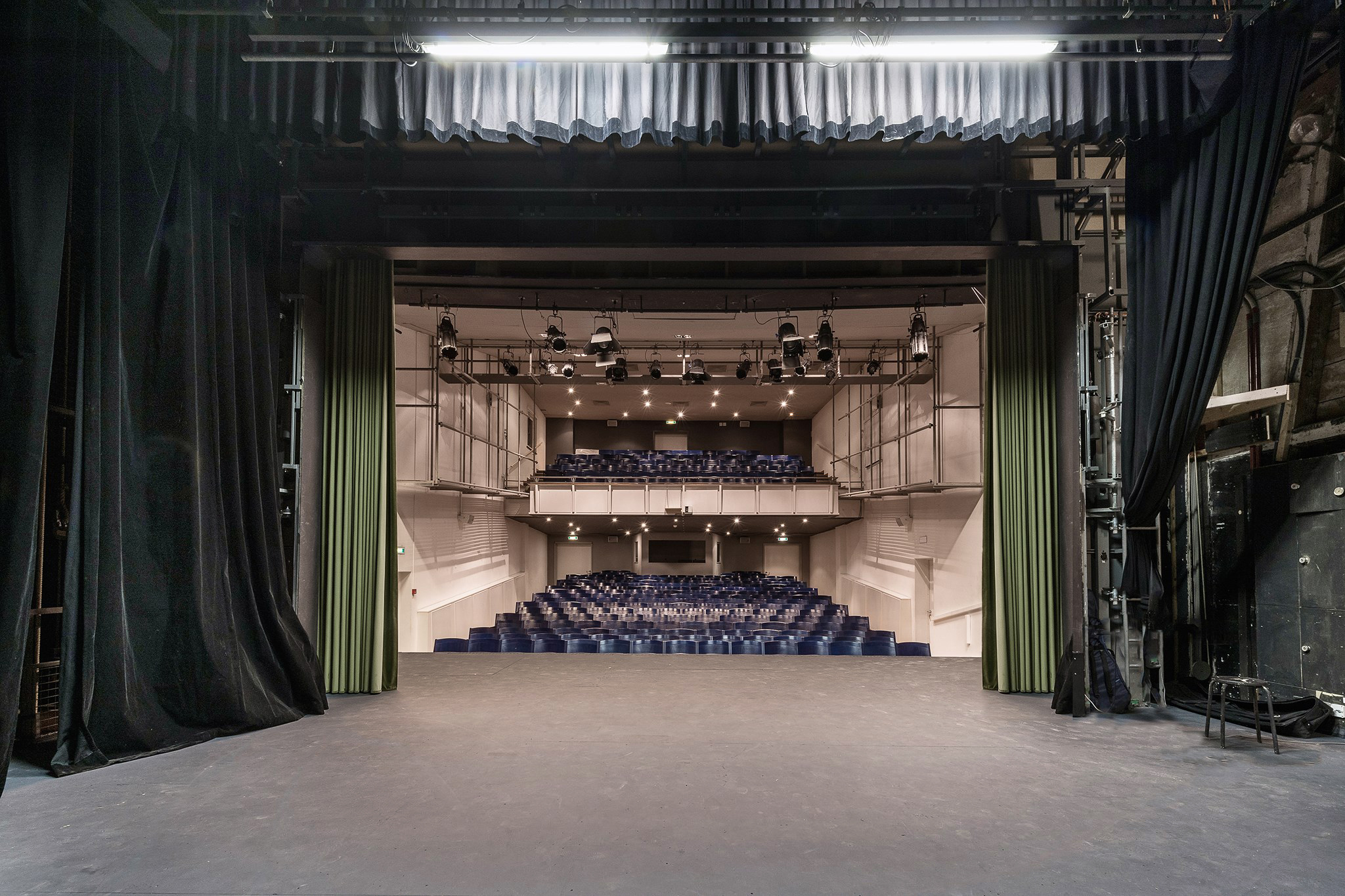
Theater Stans, Innenansicht von der Bühne

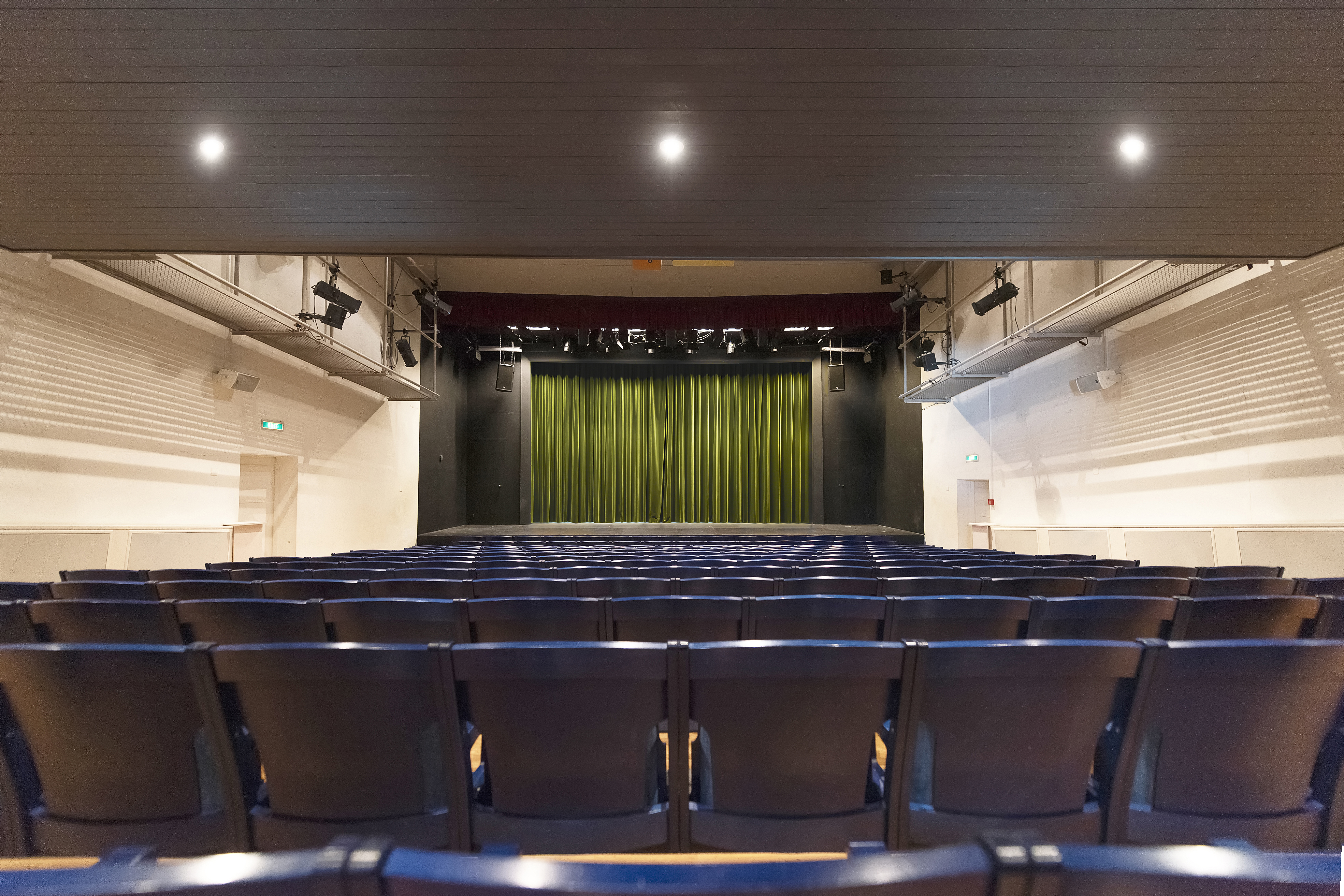
Theater Stans, Innenansicht vom Saal

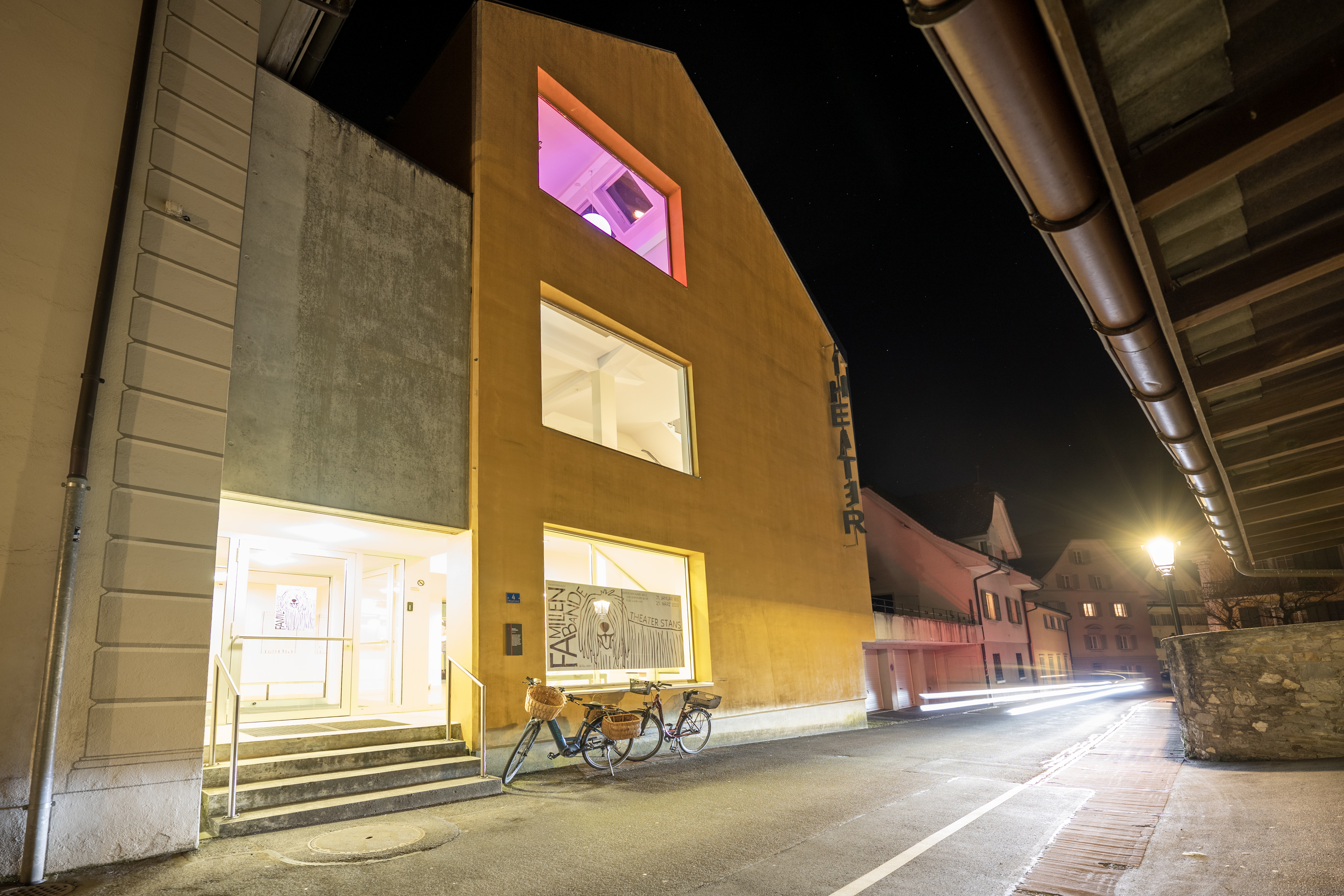
Theater Stans, Mürgstrasse, Aussenansicht bei Nacht, 2023

Die Theatergesellschaft Stans ist ein Theaterverein in Stans, Kanton Nidwalden. Sie besitzt und betreibt dort das Theater an der Mürg Stans, wo sie jährlich zumeist ein Theaterstück auf semiprofessionellem Niveau produziert. Mit ihrem Gründungsdatum am 21. Dezember 1824 ist sie eine der ältesten Laienbühnen der Schweiz.

## Geschichte
Die Theatergesellschaft Stans wurde im Jahr 1824 gegründet und zählt damit zu den ältesten Theatervereinen der Schweiz. Ihr Ziel war es, in Stans und der Umgebung kulturelle Veranstaltungen zu organisieren und das Theater als Kunstform zu fördern. Im Laufe ihrer Geschichte führte die Gesellschaft zahlreiche Theaterstücke und Konzerte auf und trug so zur kulturellen Bereicherung der Region bei.
In den Anfangsjahren der Theatergesellschaft kostete ein Eintrittsticket zwischen 6 und 12 Batzen, was heute etwa 1,50 bis 3 Franken entspricht. Die Besucherzahlen waren in dieser Zeit hoch, und es kamen regelmässig 7 bis 800 Menschen zu den Aufführungen. Im Laufe der Jahre erhöhten sich die Eintrittspreise, und es kam zu Schwankungen in den Besucherzahlen. Dennoch blieb die Theatergesellschaft ein wichtiger Bestandteil des kulturellen Lebens in Stans und der Umgebung.
Die Geschichte der Theatergesellschaft Stans ist eng mit der Geschichte der Region verbunden. Die Stücke, die aufgeführt wurden, spiegelten die Zeit und die Gesellschaft wider, in der sie entstanden sind. So wurde beispielsweise das Stück "Bruder Klaus" im Jahr 1862 aufgeführt, das die Geschichte des Schweizer Nationalhelden Niklaus von Flüe erzählt.
Bis anfangs der 1970er-Jahre genoss das Stanser Theater einen ausgezeichneten Ruf als Musiktheaterbühne. Seither verschreiben sich die Stanser Theaterleute vornehmlich dem Sprechtheater und auch der Weltliteratur. Zur Aufführung gelangten beispielsweise Brechts Puntila und sein Knecht Matti, Steinbecks Von Mäusen und Menschen, Hauptmanns Biberpelz, Frischs Biedermann und die Brandstifter und Andorra, Dürrenmatts Romulus der Grosse und Frank der Fünfte oder Shakespeares Der Widerspenstigen Zähmung und Ein Sommernachtstraum. Die Musik verschwand aber nicht völlig von der Stanser Bühne. Mit Brechts Dreigroschenoper und mit dem grotesken Musical Little Shop of Horrors bewies die Theatergesellschaft Stans zum Beispiel die nach wie vor auch hohe Qualität im Musiktheater. Heute ist die Theatergesellschaft Stans weiterhin aktiv und organisiert regelmässig Veranstaltungen. Sie hat einen wichtigen Platz in der Kulturlandschaft der Region.

## Bedeutende Persönlichkeiten der Theatergesellschaft Stans
Xaver Stöckli (1874–1946) war ein Schweizer Theaterkünstler, der für seine Arbeit im Theater Stans bekannt war. Er war ein vielseitiger Künstler, der als Regisseur, Kulissenmaler, erster Darsteller und Flügelmann des Männerchores tätig war. Stöckli brachte in seine Rollen Romantik, Emotionen und natürlichen Humor ein und konnte sich vollständig in seine Rollen hineinversetzen. Seine Vorstellungen waren oft so bewegend, dass sie sogar während der Fastenzeit Tränen in die Augen der Zuschauer trieben. Stöcklis Theaterwelt war eine des gewöhnlichen Mannes, des gemütlichen Schankwirts, des fahrenden Musikanten und des armen Leiermanns. Er verbrachte sein Leben dem Theater gewidmet und spielte viele Rollen und gestaltete zahlreiche Bühnenbilder.
Franz Kaiser (1876–1934)  wurde von seinem Vater Karl Georg (1843–1916), der selbst Bühnenbilder für das Theater gestaltet hatte, die Liebe zum Theater vererbt. Als Kind begleitete er seinen Vater oft zum Theater und kletterte auf Bühne und Estrich herum. Später wurde er selbst ein Schauspieler und ein Meister der Organisation von Festen und Aufmärschen. Er regierte nicht nur auf der Bühne, sondern auch in der Gesellschaft, wo er sich für die Neugestaltung des Eingangs zum Theatersaal einsetzte. Mit seinem Wissen als Zeichenlehrer legte er im Mai 1906 genaue Pläne und Kostenberechnungen für den Umbau vor. Die Eröffnungsfeier des neuen Eingangs fand im November 1906 statt. Kaiser war auch Liegenschaftsverwalter, Garderobier, Vizepräsident und Kassier, sowie Präsident der Gesellschaft. Er schrieb auch eine Theatergeschichte zum 100-jährigen Jubiläum der Gesellschaft.

## Spielstätte
Das Theaterhaus Theater an der Mürg Stans befindet sich in der Mürgstrasse im Nidwaldner Hauptort Stans. Das Gebäude, auch Posthorn genannt, gelangte 1886 erstmals in den Besitz des Theatervereins. Anfangs des 20. Jahrhunderts wurde es zweimal veräussert und jeweils wieder zurückgekauft. Mehrfach wurde das Haus um- und angebaut. So erhielt es beispielsweise 1911 den Anbau des Szenerien-Raums ostwärts, 1959/60 wurde das Treppenhaus neu erstellt sowie der Theatersaal erneuert und erweitert. 1963 folgte eine Sanierung und 1975 wurde an der Südseite angebaut. 1998 wurde das Theater umfassend renoviert mit einer neuen Bestuhlung und der Neuinstallation praktisch sämtlicher technischer Einrichtungen. 2007 und 2018 folgte in zwei Bauphasen die letzte Sanierung und Modernisierung.
Das Haus bietet 300 Sitzplätze. Die Spielstätte wird auch von anderen Veranstaltern wie der Märli-Biini Stans genutzt und ist dadurch ein für die Region wichtiger Aufführungsort für kulturelle Anlässe. Im Erdgeschoss befindet sich eine Theaterbeiz, die jeweils bei Aufführungen in Betrieb ist.

## Produktion
Die Theatergesellschaft Stans realisiert jährlich eine Theaterproduktion mit zwanzig Aufführungen. Die Zuschauerzahl liegt zwischen 5000 und 6000. Die Besucher kommen primär aus Stans, Nidwalden und der Zentralschweiz mit Schwerpunkt Agglomeration Luzern und vereinzelt aus der übrigen Schweiz. Auf der Bühne agieren durchwegs Laienschauspieler aus allen Gesellschaftsschichten und Generationen. Sie stammen aus Stans und aus der Region.
Für die Regie werden professionelle Regisseure engagiert, die dem Qualitätsanspruch des Stanser Theaters genügen. Auch für die Bereiche Bühne, Kostüme, Licht und Maske werden Fachleute beigezogen. Überregionale Schweizer Medien berichten regelmässig über das Stanser Theater.

## Mitgliedschaften
Die Theatergesellschaft Stans ist Mitglied des ZSV Zentralverband Schweizer Volkstheater und des RZV Regionalverband Zentralschweizer Volkstheater.

## Inszenierungen
Die Theatergesellschaft hat bisher folgende Stücke inszeniert:
| Jahr | Stück                                                      | Autor                             | Musik                              | Regie                        | Bühnenbild                               |
| ---- | ---------------------------------------------------------- | --------------------------------- | ---------------------------------- | ---------------------------- | ---------------------------------------- |
| 1824 | Studentenpfiffe                                            | D.H. Friedrich                    |                                    |                              |                                          |
|      | Die Schlacht bei St. Jakob                                 | J.C. Heigel                       |                                    |                              |                                          |
| 1825 | Menschenhass und Reue                                      | Aug. von Kotzebue                 |                                    |                              |                                          |
|      | Der Nachtwächter                                           | Theodor Körner                    |                                    |                              |                                          |
|      | Der Hahnenschlag                                           |                                   |                                    |                              |                                          |
|      | Kaiser Heinrich der Vierte                                 |                                   |                                    |                              |                                          |
| 1827 | Das Gastrecht                                              | Ziegler                           |                                    |                              |                                          |
| 1829 | Der Adelssüchtige                                          | Jean Baptiste Molière             |                                    |                              |                                          |
| 1830 | Eduard in Schottland oder Die Nacht eines Flüchtlings      | Duval/A. Roz                      |                                    |                              |                                          |
|      | Eifersucht in allen Ecken                                  |                                   |                                    |                              |                                          |
| 1839 | Friedolin                                                  | Franz von Holbein                 |                                    |                              |                                          |
|      | Die gefährliche Nachbarschaft                              | Aug. von Kotzebue                 |                                    |                              |                                          |
|      | Das zugemauerte Fenster                                    | Aug. von Kotzebue                 |                                    |                              |                                          |
| 1841 | Der Brautschmuck                                           | Franz von Hohlbein                |                                    |                              |                                          |
|      | Der Hut                                                    | W. Vogel                          |                                    |                              |                                          |
|      | Vier Schiltwachen auf einem Posten                         | W. Vogel                          |                                    |                              |                                          |
| 1842 | Catharina von Curland                                      | Theodor von Haubt                 |                                    |                              |                                          |
|      | Die Tochter Pharaonis                                      | Aug. von Kotzebue                 |                                    |                              |                                          |
|      | Der Käficht                                                | Aug. von Kotzebue                 |                                    |                              |                                          |
| 1843 | Der Unbekannte                                             | Theodor Haubt                     |                                    |                              |                                          |
|      | Der Weiße und der Rothe                                    | B. Lögler                         |                                    |                              |                                          |
| 1850 | Die alliierten Truppen                                     |                                   |                                    |                              |                                          |
| 1851 | Die Jungfrau von Orléans                                   | Friedrich Schiller                |                                    |                              |                                          |
| 1853 | Stadt und Land oder Der Viehhändler aus Oberösterreich     | Friedrich Kaiser                  |                                    |                              |                                          |
| 1854 | Rataplan der kleine Tambour                                |                                   |                                    |                              |                                          |
| 1855 | Die Waise aus Genf                                         | Ignaz Franz Castelli              |                                    |                              |                                          |
|      | Der Nachtwächter                                           | Theodor Körner                    |                                    |                              |                                          |
| 1859 | Lumpazi Vagabundus                                         | Johann Nep. Nestroy               |                                    |                              |                                          |
| 1860 | Die Neujahrsnacht von 1308                                 |                                   |                                    |                              |                                          |
|      | Der Zauberthaler                                           | Laysins                           |                                    |                              |                                          |
|      | Das Lügen                                                  | Roderich Benedix                  |                                    |                              |                                          |
| 1862 | Drunter und drüber                                         |                                   |                                    |                              |                                          |
|      | Bruder Klaus                                               | Alois Businger                    |                                    |                              |                                          |
| 1863 | Der Adelssüchtige                                          | Jean Baptiste Molière             |                                    |                              |                                          |
| 1865 | Das Pfeffer-Rösel                                          | Charlotte Birch-Pfeiffer          |                                    |                              |                                          |
| 1866 | Des Onkels Schlafrock                                      | C. A. Görner                      |                                    |                              |                                          |
| 1868 | Die Bräutigams-Schau                                       |                                   |                                    |                              |                                          |
|      | Die homöopathische Kur                                     |                                   |                                    |                              |                                          |
| 1874 | Alte und Neue Liebe oder Die Mühle von Stansstad           | Theodor Meyer-Merian              |                                    |                              |                                          |
|      | Die Seelenwanderung                                        | Aug. von Kotzebue                 |                                    |                              |                                          |
|      | Guten Morgen, Herr Fischer                                 | W. Friedrich                      |                                    |                              |                                          |
|      | Die beiden Sergeanten                                      | Theodor Hell                      |                                    |                              |                                          |
|      | Das Singvögelchen                                          | Jacobson                          |                                    |                              |                                          |
|      | Festspiel zum 50-jährigen Bestehen der Theatergesellschaft | Anton Odermatt                    |                                    |                              |                                          |
| 1875 | Das letzte Fensterl                                        | Seid'l / Lachner                  |                                    |                              |                                          |
|      | Feldmarschall Wellingtons Uniform                          |                                   |                                    |                              |                                          |
| 1876 | Das Heimweh                                                | C. Bayer                          |                                    |                              |                                          |
|      | Der gebildete Hausknecht                                   |                                   |                                    |                              |                                          |
|      | Der Hans Dampf                                             |                                   |                                    |                              |                                          |
| 1878 | Der Verschwender                                           | Ferdinand Raimund                 |                                    |                              |                                          |
|      | Der Sohn auf Reisen                                        |                                   |                                    |                              |                                          |
| 1879 | Die Zopfabschneider                                        |                                   |                                    |                              |                                          |
| 1880 | Die Lügnerin                                               | Roderich Benedix                  |                                    |                              |                                          |
| 1880 | Die englischen Waren                                       | Aug. von Kotzebue                 |                                    |                              |                                          |
| 1881 | Ein Lustspiel                                              | Roderich Benedix                  |                                    |                              |                                          |
| 1881 | Der Löwe von Luzern                                        | Joseph Ignaz von Ah               |                                    |                              |                                          |
| 1881 | Der Tag zu Stans                                           | Joseph Ignaz von Ah               |                                    |                              |                                          |
| 1882 | Therese Krones                                             | Carl Haffner                      |                                    |                              |                                          |
| 1883 | Der Herrgottschnitzer von Ammergau                         | Ganghofer und Neuert              |                                    |                              |                                          |
| 1884 | Arnold von Winkelried                                      | Joseph Ignaz von Ah               |                                    |                              |                                          |
| 1885 | Der Leiermann und sein Pflegekind                          | Charlotte Birch-Pfeiffer          |                                    |                              |                                          |
| 1886 | Der Protzenbauer                                           | Philomena Hartl-Mitius            |                                    |                              |                                          |
| 1887 | Der Schlacht bei St.Jakob                                  | Platowitsch                       |                                    |                              |                                          |
| 1888 | Die Schlacht bei St.Jakob                                  | Platowitsch                       |                                    |                              |                                          |
| 1889 | Der Verschwender                                           | Ferdinand Raimund                 |                                    |                              |                                          |
| 1890 | Der Bergschreck                                            | Carolina Häusser                  |                                    |                              |                                          |
| 1891 | Der Bauer als Millionär                                    | Ferdinand Raimund                 |                                    |                              |                                          |
| 1892 | Der Löwe von Luzern                                        | Joseph Ignaz von Ah               |                                    |                              |                                          |
| 1894 | Das Leben ein Traum                                        | Calderon de la Barca              |                                    |                              |                                          |
| 1895 | Pfeffer-Rösel                                              | Charlotte Birch-Pfeiffer          |                                    |                              |                                          |
| 1896 | Am Tage des Gerichts                                       | Peter K. Rosegger                 |                                    |                              |                                          |
| 1897 | Aschenbrödel                                               | C.A. Görner                       |                                    |                              |                                          |
| 1897 | Guten Morgen, Herr Fischer                                 | C.A. Görner                       |                                    |                              |                                          |
| 1897 | Das Versprechen hinterm Herd                               | C.A. Görner                       |                                    |                              |                                          |
| 1898 | 1798, Die letzten Helden der alten Schweizergeschichte     | Joseph Ignaz von Ah               |                                    |                              |                                          |
| 1899 | Jägerblut                                                  | Benno Rauchenegger                |                                    |                              |                                          |
| 1900 | Das Zauberschloss                                          | Theobald Masarey/Karl Detsch      |                                    |                              |                                          |
| 1901 | Die Nihilisten                                             | Georg Hoffmann-Schaumberg         |                                    |                              |                                          |
| 1902 | Fabiola                                                    | Hans von Matt/Karl Detsch         |                                    | Hans von Matt                |                                          |
| 1903 | Aschenbrödel                                               | C.A. Görner                       |                                    |                              | Xaver Stöckli                            |
| 1904 | Die Lieder des Musikanten                                  | Rudolf Kneisel                    |                                    |                              |                                          |
| 1906 | Der verwunschene Prinz                                     | J. von Plötz                      |                                    |                              |                                          |
| 1906 | Dr. Faust's Hauskäppchen                                   | Friedrich Hopp                    |                                    |                              |                                          |
| 1907 | Ehrliche Arbeit                                            | H. Wilken                         |                                    |                              | Xaver Stöckli                            |
| 1908 | Arnold von Melchtal                                        | G.Fischer/E.Kutschera             |                                    |                              | Xaver Stöckli                            |
| 1909 | Der Jahrmarkt zu Rautenbrunn                               | Friedrich Hopp                    |                                    |                              | Xaver Stöckli                            |
| 1910 | Der Löwe von Luzern                                        | Joseph Ignaz von Ah               |                                    |                              | Xaver Stöckli                            |
| 1911 | Der Bauer als Millionär                                    | Ferdinand Raimund                 |                                    |                              |                                          |
| 1912 | Arnold von Winkelried                                      | Joseph Ignaz von Ah               |                                    |                              |                                          |
| 1913 | Hutmacher und Strumpfwirker                                | Friedrich Hopp                    |                                    |                              |                                          |
| 1914 | Der Verschwender                                           | Ferdinand Raimund                 |                                    |                              | Xaver Stöckli                            |
| 1920 | Der Tatzelwurm oder Das Glöcklein von Birkenstein          | Hermann Schmid                    |                                    |                              |                                          |
| 1921 | Wie d'Wahrheit wirkt                                       | August Corrodi                    |                                    |                              |                                          |
| 1922 | Der Protzenbauer                                           | Philomena Hartl-Mitius            |                                    |                              |                                          |
| 1923 | 1798, Die letzten Helden der alten Schweizergeschichte     | Joseph Ignaz von Ah               |                                    |                              |                                          |
| 1924 | Adrian von Bubenberg                                       | Jakob Grüninger                   |                                    |                              |                                          |
| 1925 | Der Diamant des Geisterkönigs                              | Ferdinand Raimund/Karl Detsch     |                                    |                              |                                          |
| 1927 | Dr. Faust's Wunderkäppchen                                 | Friedrich Hopp                    |                                    |                              |                                          |
| 1928 | Der Leiermann und sein Pflegekind                          | Charlotte Birch-Pfeiffer          |                                    |                              |                                          |
| 1929 | Klein Elses Weg zum Glück                                  | Th. Lehmann                       |                                    | Oskar Eberle                 | Xaver Stöckli                            |
| 1930 | Lonny die Heimatlose                                       | Edmund Wyss                       |                                    |                              | Xaver Stöckli                            |
| 1931 | Älpler-Chilbi                                              | Andreas Zimmermann                |                                    |                              | Xaver Stöckli                            |
| 1932 | D'r Tierbändiger                                           | Andreas Zimmermann                |                                    |                              | Xaver Stöckli                            |
| 1933 | Der Bauer als Millionär                                    | Ferdinand Raimund                 |                                    |                              | Xaver Stöckli                            |
| 1934 | Der Viehhändler aus Oberösterreich                         | Friedrich Kaiser                  |                                    |                              |                                          |
| 1935 | Die Schmuggler                                             | Arthur Dinter                     |                                    | Xaver Stöckli/Paul Schill    | Xaver Stöckli                            |
| 1936 | Im weissen Rössli am Ländersee                             | Oskar Blumenthal/G.Kadelburg      |                                    | Xaver Stöckli/Paul Schill    | Xaver Stöckli                            |
| 1937 | Cäsar in Rüblikon                                          | Walter Lesch                      |                                    | Paul Schill                  | Xaver Stöckli                            |
| 1939 | Überfall 1798                                              | Joseph Ignaz von Ah               |                                    | Xaver Stöckli                | Xaver Stöckli                            |
| 1940 | 1. Kriegsjahr                                              | do.                               |                                    |                              |                                          |
| 1945 | Der Landsturmlütenant                                      | Andreas Zimmermann                |                                    |                              |                                          |
| 1946 | D'Familie Schlumpf                                         | Raimund Emil Sautter              |                                    | Xaver Stöckli                | Xaver Stöckli                            |
| 1947 | Der Verschwender                                           | Anzengruber Ferdinand             |                                    | H. L. Ruopp                  | Hermann Stöckli                          |
| 1948 | Der Meineidbauer                                           | Ziehrer Ludwig                    |                                    | H. L. Ruopp                  | Hermann Stöckli                          |
| 1949 | Die Landstreicher                                          | Carl Michael                      |                                    | Wolfgang Dauscha             | Hermann Stöckli                          |
| 1955 | Lumpazi Vagabundus                                         | Johann Nep. Nestroy               |                                    | Fred Raul                    | Hermann Stöckli                          |
| 1956 | Die Schmuggler                                             | Arthur Dinter                     |                                    | Friedrich Koller             | Hermann Stöckli                          |
| 1957 | Ein toller Jux                                             | Johann Nestroy                    |                                    | Friedrich Koller             | Hermann Stöckli                          |
| 1958 | Krach ums Bäby                                             | August Hinrichs                   |                                    | Rudolf Joho                  | Hermann Stöckli                          |
| 1959 | Alt Wien                                                   | Josef Lanner                      |                                    | Arthur Müller                | Hermann Stöckli                          |
| 1960 | Cabaret Stanser-Mugge                                      |                                   |                                    | Eigenregie                   | Hans Küchler / Werner Salzmann           |
| 1961 | Der Fremdenführer                                          | Carl Michael Ziehrer              |                                    | Heinz Roland                 | Hermann Stöckli                          |
| 1962 | Monika                                                     | Nico Dostal                       |                                    | Heinz Roland                 | Hermann Stöckli                          |
| 1963 | Posthorniade                                               |                                   |                                    |                              |                                          |
| 1964 | Im weissen Rössl                                           | Ralph Benatzky                    |                                    | Heinz Roland                 | Werner Salzmann                          |
| 1965 | Meine Schwester und ich                                    | Ralph Benatzky                    |                                    | Heinz Roland                 | José de Nève                             |
| 1966 | Die gold'ne Meisterin                                      | Edmund Eysler                     |                                    | Heinz Roland                 | Horst Jäger                              |
| 1967 | Der schwarze Hecht                                         | Paul Burkhard                     |                                    | Heinz Roland                 | Paul Stöckli / Werner Salzmann           |
| 1968 | Der liebe Augustin                                         | Leo Fall                          |                                    | Nils Kerkenrath              | Paul Stöckli                             |
| 1969 | Der Talisman                                               | Johann Nestroy                    |                                    | Nils Kerkenrath              | Paul Stöckli                             |
| 1970 | Drei Männer im Schnee                                      | Erich Kästner                     |                                    | Arthur Müller                | Hermann Stöckli                          |
| 1971 | Die Schmuggler                                             | Arthur Dinter                     |                                    | Arthur Müller                | Werner Salzmann                          |
| 1972 | Katharina Knie                                             | Carl Zuckmayer                    |                                    | Nils Kerkenrath              | Paul + Peter Stöckli                     |
| 1973 | Isi chli Stadt                                             | Thornton Wilder                   |                                    | Nils Kerkenrath              | Paul + Peter Stöckli                     |
| 1974 | Biedermann und die Brandstifter                            | Max Frisch                        |                                    | Nils Kerkenrath              | Robi Odermatt                            |
| 1975 | Lumpazi Vagabundus                                         | Johann Nepomuk Nestroy            | Adolf Müller                       | Eugen Victor                 | Werner Salzmann / José de Nève           |
| 1976 | Die Heiratsvermittlerin                                    | Thornton Wilder                   | Susanne von Matt, Oswald Hürlimann | Eugen Victor                 | José de Nève                             |
| 1977 | Hotel Monopol                                              | Heinrich Wilken, Oskar Justinus   | Adolf Müller                       | Eugen Victor                 | José de Nève                             |
| 1977 | Von Mäusen und Menschen                                    | John Steinbeck                    |                                    | Jürgen Johanns               | Fredi Businger                           |
| 1978 | Charleys Tante                                             | Brandon Thomas                    |                                    | Jürgen Johanns               | José de Nève                             |
| 1979 | Das Geld liegt auf der Bank                                | Curth Flatow                      |                                    | Jürgen Johanns               | Fredi Businger                           |
| 1980 | Der Widerspenstigen Zähmung                                | William Shakespeare               |                                    | Jürgen Johanns               | Adrian Hossli                            |
| 1981 | Der Biberpelz                                              | Gerhart Hauptmann                 |                                    | Lotte Hofmann                | Fredi Businger                           |
| 1982 | Der Arzt wider Willen                                      | Jean Baptiste Molière             |                                    | Hanspeter Müller             | Christof Hirtler                         |
| 1983 | Der Zerrissene                                             | Johann Nepomuk Nestroy            | Anton Rüedi                        | Hanspeter Müller             | José de Nève                             |
| 1984 | Till Eulenspiegel                                          | Hermann Bote                      |                                    | Hanspeter Müller             | José de Nève / Fredi Odermatt            |
| 1985 | Der Alpenkönig und der Menschenfeind                       | Ferdinand Raimund                 |                                    | Johannes Peyer               | Mägi Barmettler / Fredi Odermatt         |
| 1986 | Der Florentinerhut                                         | Eugène Labiche                    |                                    | Johannes Peyer               | Jörg Dietiker                            |
| 1987 | Der Drache                                                 | Jewgenij Schwarz                  |                                    | Johannes Peyer               | Heini Gut                                |
| 1988 | Die Spieler                                                | Nikolaj Gogol                     | Otakar Petrina                     | Rupert Dubsky                | Fredi Odermatt                           |
| 1988 | Man lebt nur einmal                                        | Moss Hart, Georg Simon Kaufman    |                                    | Rupert Dubsky                | José de Nève                             |
| 1989 | Der Nackte Wahnsinn – Spass muss sein                      | Michael Frayn                     |                                    | Rupert Dubsky                | Rupert Dubsky                            |
| 1990 | Die Lokalbahn                                              | Ludwig Thoma                      | Dominik Wyss                       | Hans Gysi                    | Heini Gut                                |
| 1991 | Bosco schweigt                                             | Franz Hohler                      | Dominik Wyss                       | Daniel Reinhard              | Paul Lussi                               |
| 1992 | Die Mausefalle                                             | Agatha Christie                   | Serge Businger                     | Lotte Hofmann                | Fredi Businger                           |
| 1993 | Die Dreigroschen Oper                                      | Bertolt Brecht                    | Kurt Weill                         | Bettina Schmid               | Adrian Hossli                            |
| 1994 | Volpone                                                    | Stefan Zweig nach Ben Jonson      | Dominik Wyss                       | Peter Züsli                  | Heini Gut                                |
| 1995 | Marc Déposé der Gesandte von Burgund                       | Pil Crauer                        | Dominik Wyss                       | Rupert Dubsky                | David Leuthold                           |
| 1996 | Hase Hase                                                  | Coline Serreau                    | Dominik Wyss                       | Peter Züsli                  | José de Nève                             |
| 1997 | Andorra                                                    | Max Frisch                        |                                    | Rupert Dubsky                | Rupert Dubsky                            |
| 1998 | Glückliche Zeiten                                          | Alan Ayckbourn                    |                                    | Peter Züsli                  | Ben de Graaff                            |
| 1999 | Romulus der Grosse                                         | Friedrich Dürrenmatt              |                                    | Rupert Dubsky                | Heini Gut                                |
| 2000 | Quatemberkinder                                            | Tim Krohn                         | Dominik Wyss                       | Livio Andreina               | Rochus Lussi                             |
| 2001 | Don Gil von den grünen Hosen                               | Tirso de Molina                   | Peter Sigrist                      | Hannes Leo Meier             | Niklaus Reinhard                         |
| 2001 | Knock oder Der Triumph der Medizin                         | Jules Romains                     |                                    | Oscar Sales Bingisser        | Fredi Odermatt                           |
| 2002 | Puntila und sein Knecht Matti                              | Bertolt Brecht                    | Dominik Wyss                       | Hannes Leo Meier             | Adrian Hossli                            |
| 2003 | Die Irre von Chaillot                                      | Jean Giraudoux                    | Peter Sigrist                      | Käthi Vögeli                 | Heini Gut                                |
| 2004 | 8 femmes                                                   | Thomas Robert                     | Judith Estermann                   | Hannes Leo Meier             | Mireille Tscholitsch, Hanspeter Odermatt |
| 2005 | Don Juan                                                   | Jean Baptiste Molière             | Simon Ledermann                    | José de Nève                 |                                          |
| 2006 | Der jüngste Tag                                            | Ödön von Horváth                  | André Abt, Erich Blätter           | Jürg Schneckenburger         | Ben de Graaff                            |
| 2007 | Ein Sommernachtstraum                                      | William Shakespeare               | Dominik Wyss                       | Jürg Schneckenburger         | Heini Gut                                |
| 2008 | Anne Bäbi im Säli                                          | Beat Sterchi                      | Adi Blum, Mathias Landtwing        | Ueli Blum                    | Adrian Hossli                            |
| 2009 | Peer Gynt                                                  | Henrik Ibsen                      | Andreas Gabriel                    | Jordi Vilardaga              | Heini Gut                                |
| 2010 | Frank der Fünfte                                           | Friedrich Dürrenmatt              | Paul Burkhard                      | Ueli Blum                    | Adrian Hossli                            |
| 2011 | Schattmatt                                                 | Carl Albert Loosli                | Christov Rolla                     | Hannes Leo Meier             | Claudia Tolusso                          |
| 2012 | Verfolgte Unschuld – RollenSpiel                           | Alan Ayckbourn                    |                                    | Ueli Blum                    | Adrian Hossli                            |
| 2013 | Liliom                                                     | Franz Molnár                      | Roland von Flüe                    | Dodó Deér                    | Dodó Deér                                |
| 2014 | Molière                                                    | Ueli Blum                         | Christov Rolla                     | Ueli Blum                    | Heini Gut                                |
| 2015 | King Kongs Töchter                                         | Theresia Walser                   |                                    | Volker Hesse                 | Barbara Pfyffer                          |
| 2016 | Tschingge – ein Stück Schweiz                              | Adrian Meyer                      | Christov Rolla                     | Dodó Deér                    | Dodó Deér                                |
| 2017 | Cyrano de Bergerac                                         | Edmond Rostand                    | Christof Stöckli                   | Bettina Dieterle             | David Leuthold                           |
| 2018 | Der Robbenkönig                                            | Meinrad Inglin                    |                                    | Annina Dullin                | Viola Valsesia                           |
| 2019 | Der Selbstmörder                                           | Nikolai Erdman                    | Pino Masullo                       | Claudia Bühlmann             | Claudia Bühlmann                         |
| 2019 | Little Shop of Horrors                                     | Howard Ashman                     | Alan Menken                        | Bettina Dieterle             | David Leuthold                           |
| 2020 | Nochmals, Charley!                                         | Hannes Leo Meier                  | Jonas Bättig                       | Hannes Leo Meier             | Niklaus Reinhard                         |
| 2022 | Matto regiert!                                             | Friedrich Glauser                 |                                    | Bettina Dieterle             | David Leuthold                           |
| 2023 | Familienbande                                              | Agnès Jaoui und Jean-Pierre Bacri |                                    | Lilian Naef                  | Marcel Büchel                            |
| 2024 | Richtfest                                                  | Lutz Hübner und Sarah Nemitz      | David Zopfi                        | Ueli Blum                    | David Leuthold                           |
| 2024 | Bühnenstaub und Sternenglanz                               | Ueli Blum und Franziska Senn      |                                    | Ueli Blum und Franziska Senn | Adrian Hossli                            |
| 2025 | Der Bauer als Millionär                                    | Ferdinand Raimund                 |                                    | Peter Niklaus Steiner        | Damian Hitz                              |